# Іван Варгич
Іван Варгич (хорв. Ivan Vargić; нар. 15 березня 1987, Джаково) — хорватський футболіст, воротар словенського «Копера». Грав за національну збірну Хорватії.

## Клубна кар'єра
Народився 15 березня 1987 року в місті Джаково.
У дорослому футболі дебютував 2006 року виступами за команду клубу «Вуковар», в якій провів один сезон, взявши участь у 30 матчах чемпіонату.
Згодом з 2007 по 2008 рік грав у складі команд клубів «Осієк» та «Гонка».
Повернувся до «Осієка» у 2009 році. Цього разу відіграв за команду з Осієка наступні чотири сезони своєї ігрової кар'єри.
У 2013 році уклав контракт з клубом «Рієка», у складі якого провів наступні три роки своєї кар'єри гравця. Більшість часу, проведеного у складі «Рієки», був основним голкіпером команди. Відзначався досить високою надійністю, пропускаючи в іграх чемпіонату в середньому менше одного голу за матч.
У 2016 році приєднався до «Лаціо».
До складу «Рієки» повернувся 2016 року на правах оренди. Відіграв за команду з Рієки 13 матчів в національному чемпіонаті, після чого повернувся до «Лаціо», де, втім, не зміг виграти конкуренцію за місце основного голкіпера. Сезон 2018/19 провів в оренді в кіпрському «Анортосісі», після чого повернувся до «Лаціо».
Вже 6 лютого 2020 року був відданий в оренду до словенського друголігового «Копера», а за півроку уклав з ним повноцінний контракт.

## Виступи за збірні
У 2006 році дебютував у складі юнацької збірної Хорватії, взяв участь у 2 іграх на юнацькому рівні, пропустивши 1 гол.
У 2007 році залучався до складу молодіжної збірної Хорватії. На молодіжному рівні зіграв у 10 офіційних матчах, пропустив 2 голи.
У 2014 році дебютував в офіційних матчах у складі національної збірної Хорватії. Протягом трьох років провів у формі головної команди країни 3 матчі. Був одним з резервних голкіперів національної команди на Євро-2016.
| Дата       | Місто          | Господарі         | Результат | Гості    | Турнір           | Голи | Примітки |
| ---------- | -------------- | ----------------- | --------- | -------- | ---------------- | ---- | -------- |
| 12-11-2014 | Лондон         | Аргентина         | 2 – 1     | Хорватія | товариський матч | -    | 89'      |
| 17-11-2015 | Ростов-на-Дону | Росія             | 1 – 3     | Хорватія | товариський матч | -    | 90'      |
| 15-11-2016 | Белфаст        | Північна Ірландія | 0 – 3     | Хорватія | товариський матч | -    | 82'      |
| Усього     |                | Матчів            | 3         |          | Голів            | 0    |          |

## Титули і досягнення
- Володар Кубка Хорватії (1):

«Рієка»: 2013–14
- Володар Суперкубка Хорватії (1):

«Рієка»: 2014
- Володар Суперкубка Італії (1):

«Лаціо»: 2017